# Ezechia da Vezzano

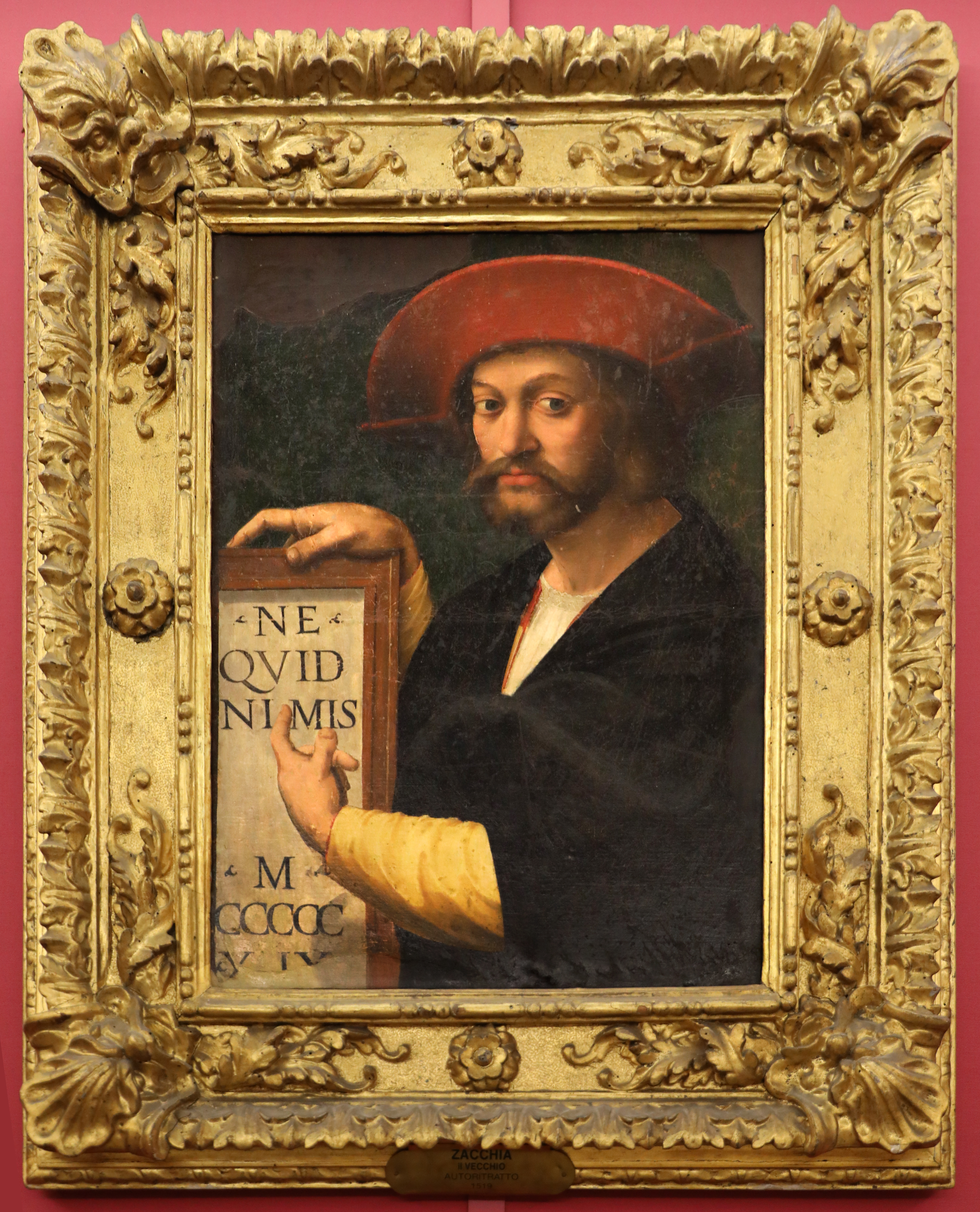
Probabile autoritratto di Zacchia il Vecchio. Lucca, Museo di palazzo Mansi

Ezechia da Vezzano, detto Zacchia il Vecchio (Vezzano Ligure, circa 1496 – Lucca, circa 1561), è stato un pittore italiano.

## Biografia
Fu attivo a Firenze, nella cerchia del Ghirlandaio, a Roma e infine a Lucca, dove decorò alcuni palazzi. 

Il padre si chiamava Antonio e con tutta la famiglia si era trasferito a Lucca da Vezzano Ligure, loro luogo d'origine.
Al 1510 risale il primo documento riguardante Ezechia da Vezzano, noto anche col nome di Zacchia il Vecchio (per distinguerlo dal suo discendente, anch’esso pittore, Lorenzo Zacchia detto Zacchia il Giovane). Secondo il documento, un contratto, lo zio Ferdinando da Vezzano manda il nipote alla bottega dal pittore lucchese Agostino Marti.
Durante il suo periodo di formazione viaggia a Firenze e a Roma. 
Formatosi nel solco del Rinascimento maturo (conosce i dipinti di Raffaello, Perugino e frà Bartolomeo), intorno al 1519 Zacchia termina il proprio apprendistato presso la bottega del Marti. 

A questo periodo si data la bella ancona della Natività eseguita per la chiesa di Sant' Agostino a Pietrasanta.
Nel 1524 dipinge una Madonna con bambino tra i santi Gregorio e Margherita per la parrocchiale di Costa de' Grassi, località nei pressi di Castelnovo ne' Monti (oggi in provincia di Reggio nell'Emilia). Successivamente, nel 1527, realizza quella che probabilmente è la sua opera più famosa: l'Assunzione, oggi conservata presso il Museo nazionale di Villa Guinigi di Lucca ma originariamente dipinta per la chiesa di Sant' Agostino, sempre a Lucca.
Realizza un'altra Assunzione, nel 1532, questa volta per la chiesa di San Pietro in Somaldi a Lucca. Intorno al 1540 dipinge la Santa Petronilla per il Duomo di Lucca, mentre cinque anni dopo esegue una pala d'altare commissionatagli dal parroco della chiesa di San Lorenzo di Lucca, una Madonna con bambino tra i santi Lorenzo e Giovanni Battista.

Nel 1561 termina il dipinto dell'Ascensione, per la chiesa di San Salvatore a Lucca, la sua ultima opera nota.
L'artista morì probabilmente nei pressi di Lucca, secondo alcuni documenti di datazione incerta a causa di una gastroenterite. La data della morte si colloca tra il 1561 e il 1564.

## Galleria d'immagini

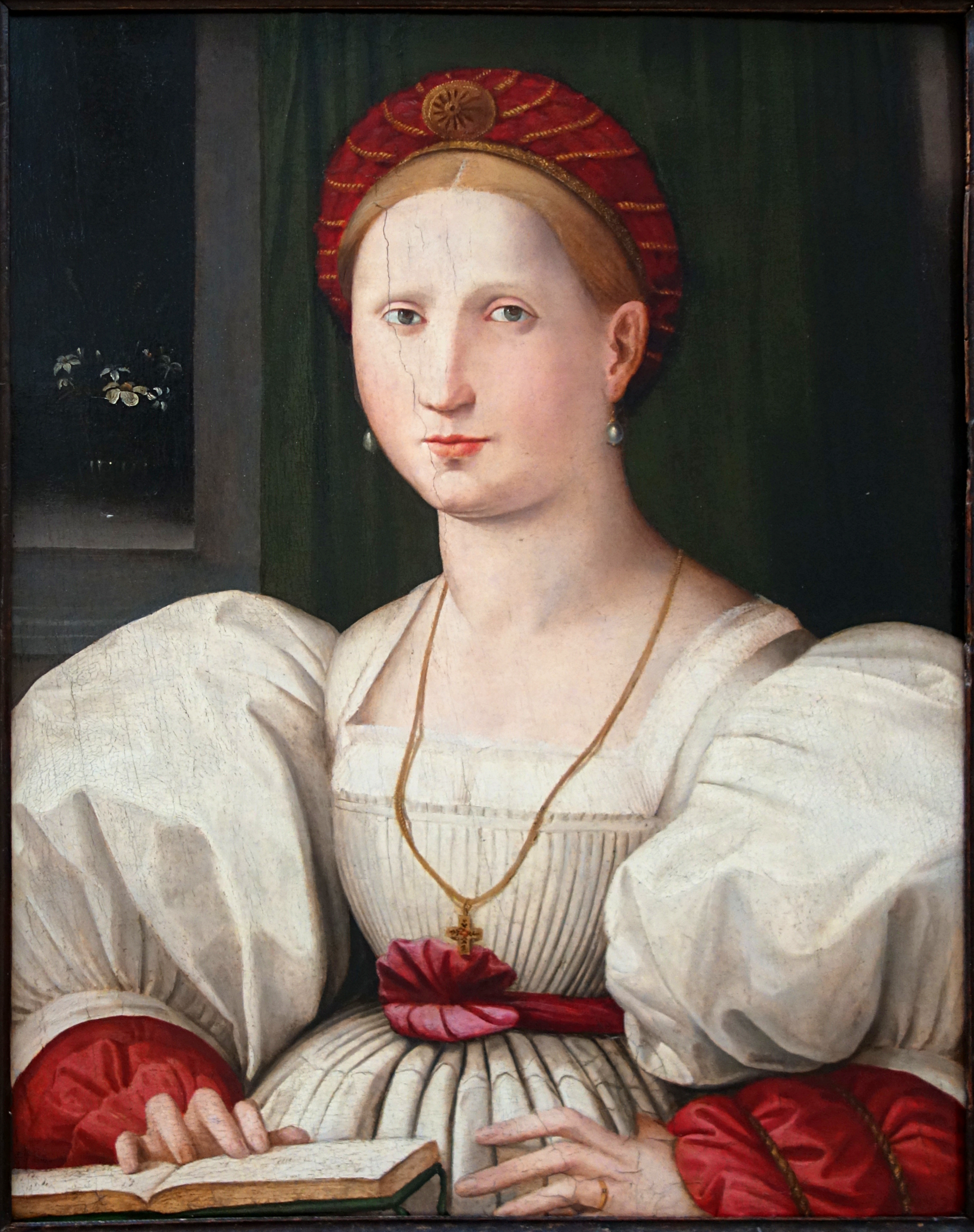
Ritratto di gentildonna 1530 ca Palais des Beaux-Arts de Lille
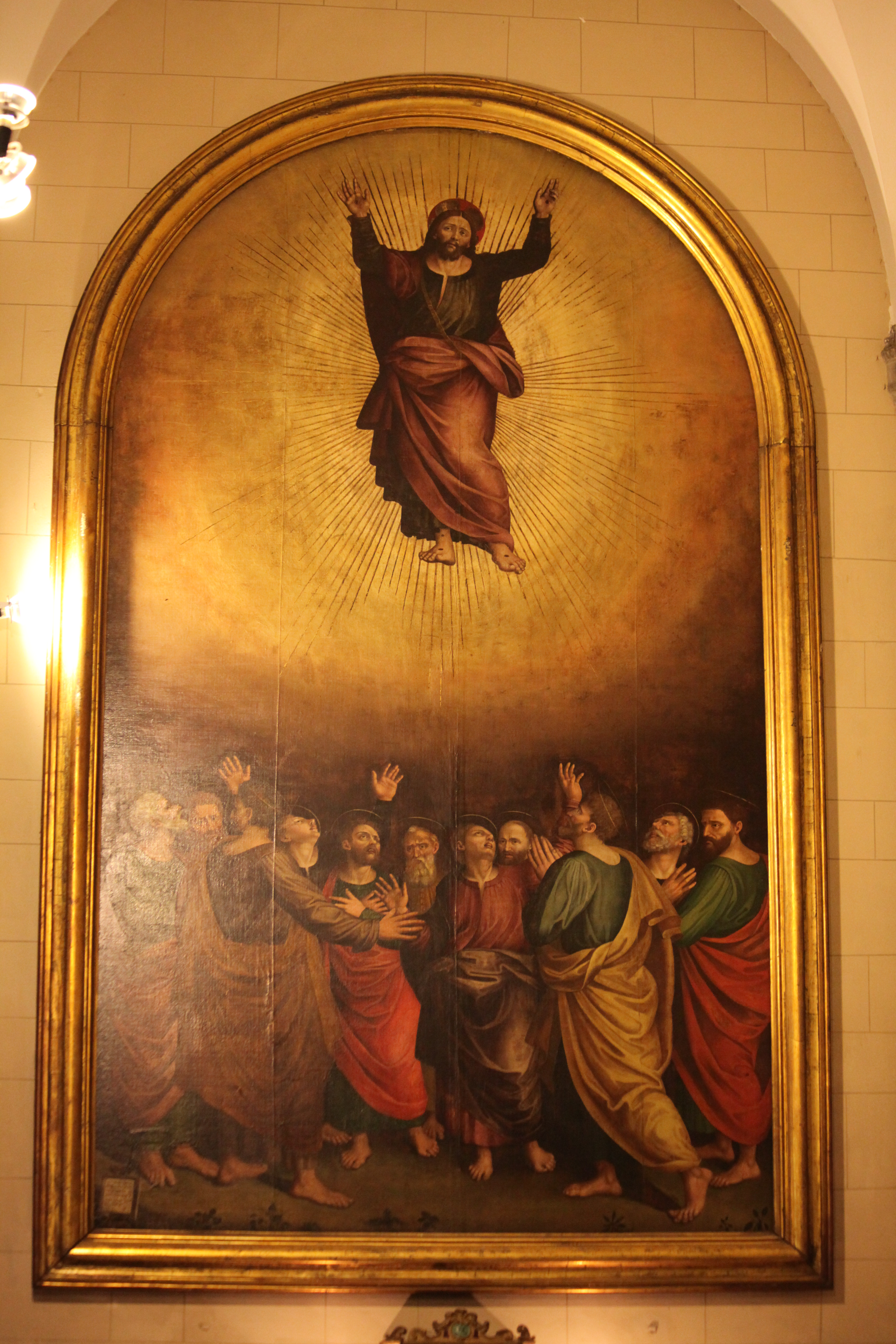
Ascensione di Cristo, 1561 Chiesa di San Salvatore, Lucca